# رون تاكر
رون تاكر (بالإنجليزية: Ron Tucker)‏ هو لاعب كرة قدم أسترالية أسترالي، ولد في 30 يونيو 1921 في سوبياكو ‏ في أستراليا، وتوفي في 10 أبريل 1986 في Perth (suburb) ‏ في أستراليا.

## وصلات خارجية
- رون تاكر على موقع AustralianFootball.com (الإنجليزية)